# Boneta bilineata
Boneta bilineata is een hooiwagen uit de familie Cosmetidae. De wetenschappelijke naam van Boneta bilineata gaat terug op C.J.Goodnight & M.L.Goodnight.